# Алт Буков
Алт Буков (њем. Alt Bukow) општина је у њемачкој савезној држави Мекленбург-Западна Померанија. Једно је од 59 општинских средишта округа Бад Доберан. Према процјени из 2010. у општини је живјело 530 становника. Посједује регионалну шифру (AGS) 13051002.

## Географија
Алт Буков се налази у савезној држави Мекленбург-Западна Померанија у округу Бад Доберан. Општина се налази на надморској висини од 38 метара. Површина општине износи 15,1 km².

## Становништво
У самом мјесту је, према процјени из 2010. године, живјело 530 становника. Просјечна густина становништва износи 35 становника/km².